# Mengerskirchen
Mengerskirchen település Németországban, Hessen tartományban. Lakosainak száma 5718 fő (2023. december 31.). Mengerskirchen Löhnberg és Merenberg községekkel határos.

## Népesség
A település népességének változása:
| Lakosok száma | 5781 | 5707 | 5650 | 5764 | 5718 |
|               | 2017 | 2019 | 2021 | 2022 | 2023 |